# Dirk Kelle
Dirk Kelle (* 3. Februar 1967 in Löhne) ist ein ehemaliger deutscher Handballspieler.

## Werdegang
Kelle stammt aus Löhne im Kreis Herford. Er begann mit dem Handballspiel beim TV Obernbeck. Bereits als 17-Jähriger debütierte er 1985 beim VfL Mennighüffen in der Oberliga Westfalen. Nach einem Jahr wechselte er zum Zweitligisten TuS Nettelstedt, bevor er 1987 zum Bundesligisten TSV Bayer Dormagen ging. In Dormagen wurde Kelle unter Trainer Petre Ivănescu zum Nationalspieler und lief insgesamt neunmal für die deutsche Auswahl auf. Später wechselte er zum Ligarivalen TV Eitra, bevor Kelle durch zwei Kreuzbandrisse zurückgeworfen wurde.
Nach mehr als einem Jahr Verletzungspause ging Kelle für zwei Jahre zur Spvg Versmold, die gerade aus der 2. Bundesliga abgestiegen war. Mit den Versmoldern verpasste er sowohl 1994 als auch 1995 den Wiederaufstieg. Später spielte der Rückraumspieler noch für TV Emsdetten, Eintracht Hildesheim und HSG Löhne-Obernbeck, bevor er im Jahre 2006 seine Karriere nach dem fünften Kreuzbandriss beendete. Heute wohnt Kelle in Minden.